# .cu
.cu је највиши Интернет домен државних кодова (ccTLD) за Кубу.